# 急症復康部
急症復康部（英語：acute rehabilitation unit）是一種指定用於人體醫學及復康醫學專科（復康科）的醫院病房。